# Serpent
|  | Per a altres significats, vegeu «Serp». |

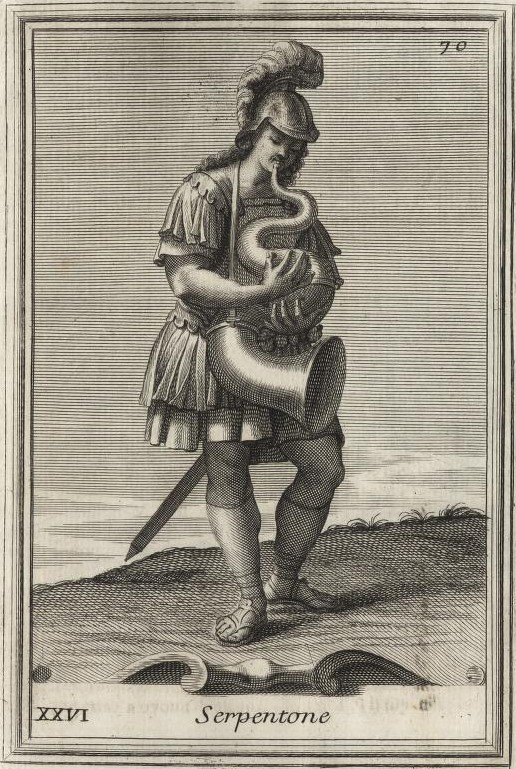
Un home tocant el serpentó: Gravat del Gabinetto Armonico pieno d'Instromenti, de Filippo Bonanni (Roma, 1723)

El serpent o erròniament denominat serpentó és un instrument musical antic, rarament vist en l'actualitat. En un principi se l'hauria de classificar com un instrument de vent de fusta i de metall alhora, ja que, per una banda, la columna d'aire es fa vibrar directament amb els llavis i, per l'altra, té nou orificis per als dits (amb els quals hom controla la nota que emet l'instrument) en lloc de vàlvules, que són de llautó. Per aquesta raó a l'esquema de Hornbostel-Sachs, de la classificació dels instruments, es col·loca al costat de les trompetes.
Per tant, és de vent metall i descendeix de la corneta, encara que no tingui un forat per al polze i també és un avantpassat llunyà de la tuba, passant per l'oficleide o figle. És un instrument aeròfon recobert a l'exterior amb cuir marró o negre, d'embocadura semiesfèrica, de tub llarg i corbat en forma de serp o S, d'aquí prové el seu nom.

## Característiques

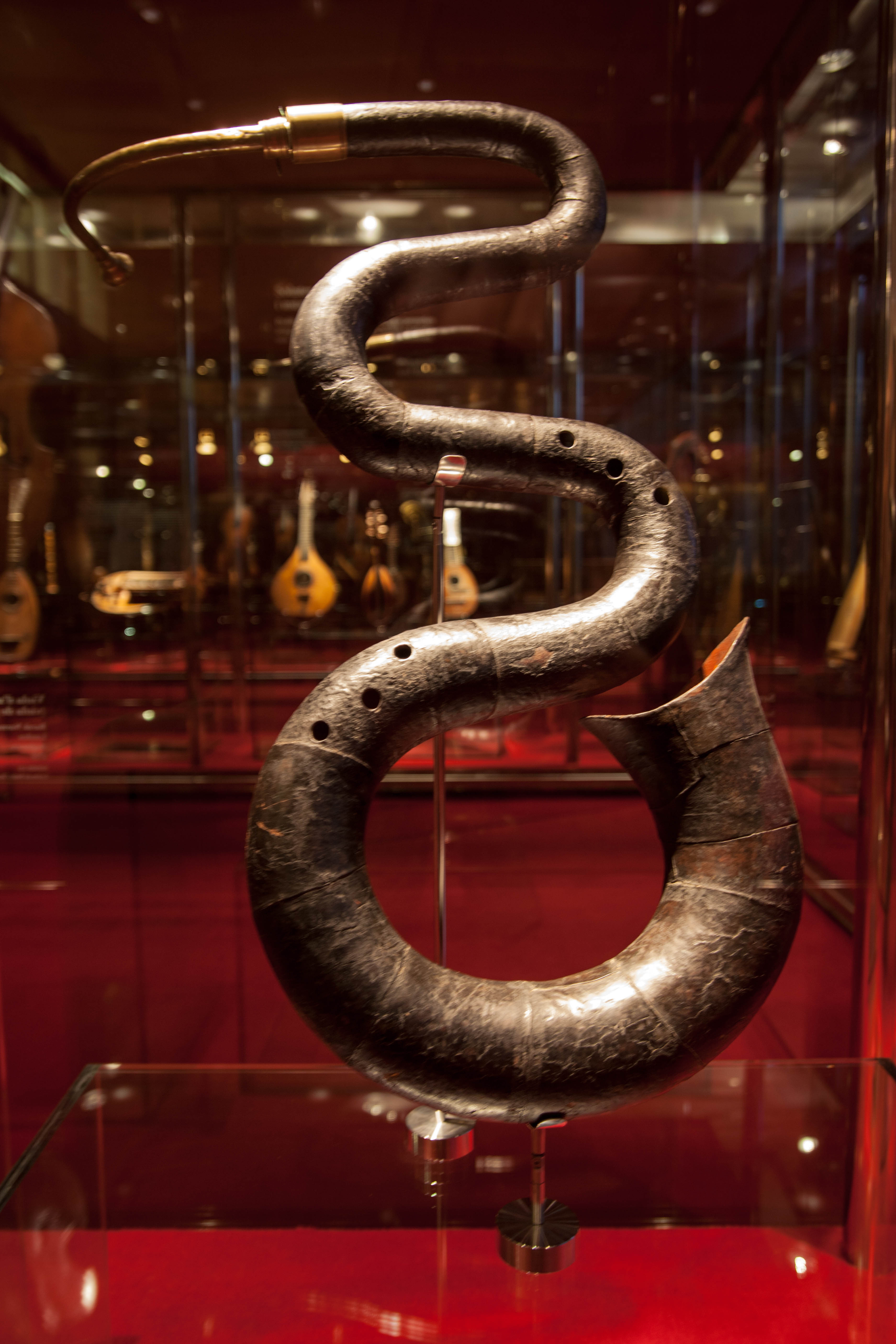
Serpent exposat al Museu de la Música de Barcelona

El serpentó està caracteritzat per nou forats per posar-hi els dits. En els models més antics, aquests forats eren com els de la flauta dolça, és a dir, només eren forats sense tecles on s'havien de cobrir amb els dits, posteriorment als forats addicionals se'ls afegeix claus com les del clarinet.
Encara que aquest instrument de vent metall no té la facilitat de la manipulació que altres instruments de la seva família, el serpentó requereix un esforç extraordinari per a qui l'està tocant, ja que ha d'estar seleccionant la tonalitat de l'instrument a través de la pressió que fa sortir l'aire i l'obertura del broquet i els llavis. A més, el músic que el toca ha de mantenir una posició constant en els dits de la mà dreta perquè el dit índex pot estar endavant en la campana. Això ens fa veure que la digitació de la mà dreta és inversa a diferència d'altres instruments de vent o del teclat. Abans el serpentó s'agafava verticalment amb els dos palmells de les mans i estaven orientats cap a baix. Més endavant, els músics que tocaven el serpentó varen començar a sostenir aquest instrument de manera horitzontal.

## Història
El serpentó va ser inventat per Edmé Guillaume en el 1598 a Auxerre, França, i el varen utilitzar per primera vegada per reforçar el so dels cors religiosos de cant, d'aquesta manera podia substituir l'orgue en totes aquelles esglésies on no n'hi hagués. Tot i això, la data de la seva invenció no va aparèixer fins al 1743 proposada per Jean Leaboeuf i la data la va atribuir gràcies a un cànon d'Edmé. Fins al segle xix va ser destinat a música religiosa fins que va anar sent reemplaçat a poc a poc per altres instruments musicals.
Paral·lelament, a partir del segle xviii, també el serpentó havia estat utilitzat per la música militar i se li adjudicava un element important en les bandes musicals. Aquest fet va suposar que l'instrument tingués una gran evolució tècnica i una millor adherència durant les desfilades a peu o a cavall. L'addicció de les claus va comportar una millora en l'entonació i en l'accessibilitat dels forats.
Al segle xix es va utilitzar en moltes orquestres simfòniques freqüentment relacionades amb la simbologia religiosa de l'instrument fins al 1830 i Mendelssohn el va fer part del seu oratoriPaulus, i Berlioz el va utilitzar a la simfonia fantàstica Dies Irae.. Fou injustament criticat per les seves qualitats intrínseques, ja que es tractava d'un instrument en declivi i això es va veure caricaturitzat en el manifest musical del moviment romàntic.
Després de l'abandonament de l'ús del serpentó cap a mitjans d'aquest mateix segle xix, més tard va tornar a ser redescobert en els anys 1970 a Anglaterra pel luthier Christopher Monk i va començar a imitar els models creat per Jean Baudoin. Anys després, en el 1979 el músic Michel Godard el va introduir en el jazz.
Els dies 6 i 7 de setembre de 2011 es va celebrar a París, com a rehabilitació d'aquest instrument, un simposi titulat “Le Serpent sans sornettes” (“El Serpent sense ximpleries”).

## Variacions
Trobem que hi ha diferents tipus de serpentó segons la seva funció.
El corbat, serpentina o doble en forma de S que es troba en posició vertical i el tub principalment és recte, però es plega sobre si mateix al centre com un fagot. Dins de l'estil corbat, hi ha dues variants: 
- El serpentó d'església que també se'l pot anomenar Anglès i és un tipus de serpentó corbat que es va fer molt popular a França i es distingeix per les àmplies corbes i els reforços metàl·lics que hi ha.
- El serpentó militar es va fer principalment a Anglaterra i les seves característiques inclouen tenir corbes més tancades i són bastant més pesades a conseqüència de les bandes de metalls que es troben de subjecció entre els tubs.

Un altre factor important que determina el tipus són les veus, és a dir, el serpentó original correspon a un baix i tenor, però després va aparèixer el contrabaix i va rebre el nom d'anaconda. Pel que faria a la veu soprano li posaríem el nom de "cuc".
Normalment el serpentó va des de les dues octaves inferiors a Do₃ fins a almenys mitja octava per sobre.

## Evolució
Com ja sabem, el serpentó és un instrument molt antic i al llarg dels anys, ha anat evolucionat i facilitant invenció altres instruments. Aquest és el cas del bombardí, que fins a obtenir la forma que coneixem actualment, ha hagut d'evolucionar de l'oficielde i abans del serpentó. El serpentó es va fer servir al final del Renaixement però el seu gran defecte és que era difícil de mantenir la seva afinació i la qualitat del so. Per això, anys després es va inventar l'oficleide i es va començar a fer servir en bandes i orquestres durant les següents dècades. La diferència principal que tenia amb el serpentó és que tenia un sistema de claus millor però el registre agut era pitjor. El 1818, gràcies a la invenció del sistema de pistons es va augmentar la facilitat per tocar els instruments de vent metall, no calia dependre només del llavi. Llavors en aquest moment, considerem que va néixer el bombardí el 1843 en resultat de la creació de Ferdinand Sommer.

## En l'actualitat
Després de l'eliminació gradual des de mitjans del segle xix, el serpentó va ser descobert per la dècada del 1980, primer a Anglaterra per Christopher Monk, qui va ser el primer fabricant d'un model de serpentó del francès Baudoin. A França és Bernard Michel Goard Fourtet després de tornar a introduir en la música antiga i després en jazz, a més, encara es pot escoltar interpretat per Volny Hositou que també apareix en el vídeo de Frontier Psiquiatra Les allaus. Per això, en la tradició de Berlioz, Bernard Herman, compositor vinculat al director Alfred Hitchocock, va utilitzar aquest instrument en la banda sonora de la Bruixa 5.

## Músics
- Michel Godard, músic de jazz i de la tuba que també toca el serpentó
- Douglas Yeo, trombonista professional que també toca el serpentó
- John Bodwin, tocava lliurement molts instruments de jazz i rarament el serpentó